# Amina Mama
Amina Mama (19 de septiembre de 1958) es una escritora y académica feminista nigeriana con nacionalidad también británica. Sus áreas de interés cubren el poscolonialismo, el militarismo y las cuestiones de género. Ha vivido y trabajado en Nigeria, Sudáfrica, Reino Unido, Holanda y Estados Unidos y ha trabajado para crear relaciones entre intelectuales feministas en todo el mundo con el objetivo de aunar la teoría feminista y el activismo.

## Biografía
Mama nació al norte de Nigeria en 1958, en una casa mixta. Su padre es nigeriano y su madre, inglesa. Según Mama, su contexto familiar y su educación ecléctica formaron su visión del mundo. Se crio en Kaduna, un pueblo diferente a nivel religioso y étnico al norte de Nigeria. Sus raíces ancestrales del lado paterno se pueden rastrear hasta Bida. Varios de los miembros de la familia de Mama estuvieron involucrados en el desarrollo del sistema educativo poscolonial del país. En 1966 abandonó su comunidad en Nigeria debido a los disturbios antimusulmanes.

### Carrera
Mama se mudó de Nigeria al Reino Unido y comenzó su educación superior en la Universidad de Saint Andrews (Escocia), donde obtuvo en 1980 un bachelor of science con honores en Psicología. Luego, en la Escuela de Londres de Economía y Ciencia Política, en la Universidad de Londres, recibió una maestría en Psicología Social y en el Birkbeck College finalizó en 1987 su doctorado en Psicología Organizacional, con su tesis titulada Race and Subjectivity: A Study of Black Women. Algunos de sus primeros trabajos consistieron en una comparación de los contextos de las mujeres del Reino Unido y de Nigeria. Luego se trasladó a Países Bajos y de nuevo a Nigeria, donde halló más tribulaciones en el 2000. El siguiente paso fue Sudáfrica, donde comenzó a trabajar en la Universidad de Ciudad del Cabo, históricamente blanca. Allí se convirtió en la directora del Instituto Africano de Género (en inglés: African Gender Institute) e impulsó la fundación de la revista Feminist Africa, de la que es editora.

«FA» se estableció en Sudáfrica durante los primeros años posteriores al apartheid, ubicado en un contexto institucional donde la educación del apartheid había asegurado que los “profesores” siempre hubieran sido blancos. Reclutada para ocupar un puesto recién creado como la primera Cátedra de Estudios de Género, fui una de las primeras académicas africanas en ser contratadas por una institución que ya había alcanzado notoriedad por su tratamiento impactante de los principales académicos africanos, Archie Mafeje y Mahmood Mam-dani. La Cátedra de Estudios de Género se encargó de dirigir el Instituto Africano de Género (AGI), establecido por Mamphela Ramph-ele en 1996 bajo un mandato del Foro Panafricano de Mujeres Educadoras Africanas (FAWE). El objetivo declarado era buscar “conocimientos para la igualdad de género” en la Universidad de Ciudad del Cabo, y reflejaba un profundo compromiso con la participación en las POLÍTICAS de la producción de conocimiento feminista.

En 2008 Mama aceptó un puesto de trabajo en Mills College en Oakland (California). Después de mudarse, comentó: «Aprendí que Estados Unidos no es solo una fuente de imperialismo grande y mala». Como profesora, fue elegida como la cátedra de liderazgo femenino distinguida de Barbara Lee en Mills; fue la primera persona en ocupar este cargo. Dio junto a Lee una clase titulada «Política real, políticas reales» sobre temas relativos a las mujeres africanas y afroamericanas, como roles de género, pobreza, HIV y militarismo. También es jefa de cátedra del departamento de Estudios de Género y de la Mujer en la Universidad de California.
Mama es presidenta de la junta de directores del Fondo Global para las Mujeres y asesora a otras organizaciones internacionales. También fue parte de los directivos del Instituto de Investigación para el Desarrollo Social de las Naciones Unidas. Forma parte del concejo de las revistas académicas feministas Meridians y Signs. Una de sus obras más conocidas es Beyond the Masks: Race, Gender and Subjectivity. 
Mama también se involucró como productora de documentales: en 2010 coprodujo The Witches of Gambaga junto a Yaba Badoe y en 2015 The Art of Ama Ata Aidoo.

## Pensamiento
Mama se define como una feminista y no como una mujerista y argumenta que el feminismo se origina en África, mientras que el feminismo blanco «nunca pudo ser lo suficientemente fuerte para ser "enemigo", en el sentido de que el capitalismo global lo perciba así». Ha criticado algunos discursos dentro de la corriente de las mujeres en desarrollo por quitar de los estudios de género el significado político del feminismo. También ha afirmado que las universidades africanas continúan en una línea patriarcal, en términos del sexismo interpersonal y las brechas de género institucionales. Un área de interés fundamental para Mama es la identidad de género relacionada con un militarismo global. Critica abiertamente el Mando África de Estados Unidos (AFRICOM), al que considera una forma violenta y neocolonial de extraer recursos.

## Vida personal
En 1992 se casó con Nuruddin Farah, con quien ha tenido dos hijos.

## Publicaciones
- The Hidden Struggle: Statutory and Voluntary Sector Responses to Violence Against Black Women in the Home. Runnymede, 1989. ISBN 9781861770059
- «Black Women and the Police: A Place Where the Law is Not Upheld», en Inside Babylon: The Caribbean Diaspora in Britain, ed. Winston James and Clive Harris. Londres: Verso, 1993. ISBN 9780860914716.
- Beyond the Masks: Race, Gender, and Subjectivity. Nueva York: Routledge, 1995. ISBN 9780415035446.
- National Machinery for Women in Africa: Towards an analysis. Third World Network, 2000. ISBN 9789988602017.
- "Is It Ethical to Study Africa? Preliminary Thoughts on Scholarship and Freedom". African Studies Review 50 (1), abril de 2007.